# 蓝头金刚鹦鹉
蓝头金刚鹦鹉，体长42厘米，属于小型金刚鹦鹉。食物以坚果、种子、蔬果为主。生活范围在低地、树林、丘陵、河流附近。是最难以在野外被观察到的金刚鹦鹉之一。每年繁殖2次，每次产卵3到4枚，孵化期26天，羽化期12周。